# Oxyopes kobrooricus
Oxyopes kobrooricus là một loài nhện trong họ Oxyopidae.
Loài này thuộc chi Oxyopes. Oxyopes kobrooricus được Embrik Strand miêu tả năm 1911.